# Shorea splendida
Shorea splendida är en tvåhjärtbladig växtart som först beskrevs av De Vriese, och fick sitt nu gällande namn av Peter Shaw Ashton. Shorea splendida ingår i släktet Shorea och familjen Dipterocarpaceae. Inga underarter finns listade i Catalogue of Life.